# Ectropis exesaria
Ectropis exesaria là một loài bướm đêm trong họ Geometridae.